# Точная журналистика
Точная журналистика (от англ. Precision Journalism) — это термин, который связывает применение методов социологических исследований с практикой сбора информации в новостных целях журналистов. Подобно социологу, «точный» журналист достаточно хорошо раскрывает методологию сбора данных, чтобы другой «точный» журналист или исследователь смог повторить исследования и предположительно сделать те же выводы.

## Особенности
Точная журналистика подразумевает применение методов поиска научной информации для получения информации из источников с целью распространения точной, безошибочной информации для общественности.
Иногда точную журналистику путают с компьютерной отчетностью (в том числе с использованием интернета для поиска информации), потому что точная журналистика часто включает в себя сбор широкомасштабных данных (large-scale data) и анализ данных с помощью компьютеров. Но компьютеры не являются ни необходимыми, ни достаточными для изучения предмета точной журналистики. Точная журналистика включает в себя множество методов социологических исследований, но не ограничивается только ими: за прошедшие годы «точные» журналисты использовали контент-анализ общественных данных (public records), экспериментальные дизайны и другие количественные и качественные методы наук о человеческом поведении.
Значение точной журналистики:
- Результаты опросов стали считаться новостным поводом. Они являются важным сообщением наравне с оперативной информацией и значимыми происшествиями.
- Средства массовой информации (впоследствии средства массовой коммуникации, СМК) начали специализироваться на проведении опросов. Многие фирмы не могут себе позволить делать опросы по собственной инициативе из-за отсутствия необходимых финансов. Такие компании сотрудничают со СМИ: или СМИ сами, имея соответствующие профессиональные подразделения, используя определённые технологии, проводят исследование, или они заказывают опрос, при этом сразу заявляют о себе в качестве заказчика, и выходят с полученной информацией от своего имени.
- Социолог Л. В. Федотова в своей книге «Социология массовой коммуникации» выделяет ещё один пункт: «Сокращается цепочка требований к публикации опросов, но остальные настоятельны по-прежнему. Ведь, по сути дела, публикация опроса в прессе — это его вторая жизнь. Первая является для нас, широкой публики, тайной за семью печатями: сложнейший технологический процесс организации общения с огромным (для наших индивидуальных возможностей) числом людей. Затем представление широкой публике результатов в виде определённого количества цифр: сколько людей дали один ответ, сколько — другой. Иногда речь идет о детализации — как эти ответы выглядят, если рассматривать респондентов по половому признаку или в зависимости от уровня образованности. Опрошенные могут быть разделены на горожан и сельчан — и т. д. Для кого-то может оказаться интересно и значимо именно это».[4]

## История
Термин «точная журналистика» был придуман Эвереттом Э. Деннисом в 1971 г. в рамках семинара, который он вел в Университете штата Орегон. Затем концепция была изложена одним из его учеников, Нилом Фельгенгауэром, в курсовой работе, которая позже стала главой книги. Большая часть «новой журналистики» того времени, которая вдохновила на семинаре Денниса, заключалась в создании талантливых писателей (например, Том Вулф), которые использовали художественные приемы для создания мощных рассказов о текущих событиях. Классовая дискуссия сравнивала этот полувымышленный подход к журналистике с методами точной журналистики. Как Деннис и Уильям Риверс отметили в докладе в 1974 году, многие журналисты сближают новости и искусство, в то время как «точные» журналисты — с наукой.
Истоки точной журналистики восходят к первым опросам общественного мнения, которые использовали систематические методы выборки вместо того, чтобы просто собирать легкодоступные интервью с людьми на улице. Джордж Гэллап построил свою газетную колонку на национальных опросах, в которых использовались строгие методы опрашивания. Они, кстати, привели к гораздо более точному предвыборному предсказанию в Ландок-Рузвельт в 1936 году, чем более известный и во многом ненаучный опрос, проведенный журналом «Литературный дайджест» (Literary Digest). Другими пользователями точной журналистики были телевизионные сети. Например, в 1960 году канал CBS использовал статистическую модель, основанную на сроках и результатах предвыборных опросов, которые они проводили. Модель охватывала позиции кандидата в заданные моменты времени и сравнивала их с кандидатами в президенты в тех же пунктах предыдущих выборов. Первоначальные результаты этой модели оказались неверными: по данным модели Ричард Никсон одержал вверх над Джоном Ф. Кеннеди.
В 60-е годы освещение новостей о гражданских правах и антивоенных движениях вызвало потребность в новых методах отчетности. Стандартная журналистика традиционно была направлена на сбор информации о наиболее видных представителей соответствующих движений, следовательно, она имела тенденцию придавать слишком большое значение тому, что говорили эти элитные источники, у которых часто были свои личные планы. Напротив, журнал Newsweek поручил исследователю Луи Харрису провести специальные изучение гражданских прав среди чернокожих граждан, чтобы выявить более широкое и точное понимание взглядов данного сообщества.
В 1967 году, когда в Детройте были беспорядки в гонке, газета «Рыцарь» (The Knight Newspapers) отправила Филиппа Мейера из своего бюро в Вашингтоне, чтобы помочь «Детройтской свободной прессе» (The Detroit Free Press) освещать текущую историю. Мейер остался в Детройте, чтобы провести опрос жителей в пострадавших районах и изучить обиды, которые держат чернокожие, и, следовательно, первопричины бунтов. Истории новостей, которые были получены в результате съемки, были одним из нескольких факторов, которые получили награду в номинации The Free Press в Пулитцеровской премии в 1968 году благодаря общей локальной отчетности. После этого Мейеру было поручено изучать Майами для дальнейшего использования методов точной журналистики, чтобы помочь освещению в новостях расовых проблем до и после убийства в 1968 году доктора Мартина Лютера Кинга-младшего. В 1969 году Фонд Рассела Сейджа спонсировал Мейеру отпуск, а также прямой проект по подготовке «точного журналистского справочника» для журналистов; в результате этого было опубликовано первое издание книги Мейера «Точная журналистика».
В середине 1970-х годов Национальный научный фонд помог развитию точной журналистики, спонсируя две программы обучения в Северо-Западном университете для журналистов. Репортеры из The New York Times и The Washington Post участвовали и следили за соответствующими проектами в своих газетах, что помогло внедрить точную журналистику по всей стране. К концу 1970-х годов студентам-журналистам в Школе журналистики штата Джорджия в Северо-западном регионе и в других местах преподавали методы точной журналистики как на уровне бакалавриата, так и на уровне магистратуры. Впоследствии Национальный институт компьютеризированной отчетности включил концепции точной журналистики в свою учебную работу.
На данный момент использование методов точной журналистики считается достаточно рутинным для большинства крупных и многих небольших новостных организаций.

## Критика
Некоторые исследователи считают, что журналистика должна только освещать новости, а не создавать их. То есть СМИ должны ждать, пока кто-нибудь проведет опрос, а потом уже писать про него.
Также есть те, кто находит, что опросы СМИ нарушают так называемое правило невиновности: репортером должен быть человек, который имеет свежий взгляд на все, что он или она не может сделать.